# Difflugia oblonga
Difflugia oblonga – gatunek ameby należących do gromady Tubulinea wchodzącej w skład supergrupy Amoebozoa. Wielkości 90 – 300 μm. Tworzy otoczkę zbudowaną z ziaren piasku i innych materiałów występujących w detrytusie dna zbiorników wodnych. Bytuje również na mchu.
We wcześniejszych systemach klasyfikacyjnych gatunek ten należał do protistów z podtypu Rhizopoda z rodzaju Difflugia.